# Michel Byttebier
Michiel Jerome Norbert (Michel) Byttebier (Sint-Denijs, 5 januari 1898 – Wevelgem, 13 september 1965) was een Belgisch Vlaams-nationalistisch politicus voor het VNV.

## Levensloop
Hij was de zoon van Modest Byttebier en Leonie Voet en groeide op in een gezin met drie kinderen. Op zijn elfde werd hij wees en werd samen met zijn broer en zus opgevangen in het gezin van zijn oom, Theophile Byttebier. Hij studeerde voor onderwijzer in Torhout.
In augustus 1919 verhuisde Byttebier naar Wevelgem, waar hij onderwijzer werd. Op 23 juni 1923 huwde hij Maria Vanden Avenne, met wie hij vier kinderen kreeg. Zijn echtgenote startte een zaak in porseleinwaren. Kort daarop gaf Byttebier zijn ontslag als onderwijzer en breidde de zaak uit tot een groothandel in porselein, kristal en bestek.
Nadat Remi Wallays door de Duitse bezetter op basis van de ouderdomsverordening op 1 oktober 1942 werd ontslagen als burgemeester, volgde Byttebier hem in die hoedanigheid op. Op 22 augustus tekende hij zijn laatste notulen, waarna Remi Wallays het ambt weer opnam vanaf 29 augustus 1944. Kort daarop, op 6 september, vond de Bevrijding van Wevelgem door de Britten plaats.
Vervolgens werd Byttebier geïnterneerd, eerst in Wevelgem en vervolgens van 15 september 1944 tot 23 maart 1945 in het interneringskamp van Sint-Kruis. Van 12 mei 1945 tot 21 augustus 1945 werd hij opnieuw geïnterneerd, ditmaal in de 'Wikings' in Kortrijk. Op 22 oktober 1945 werd hij door de krijgsraad in Kortrijk veroordeeld tot 3 jaar gevangenisstraf, waarna hij werd geplaatst in  de gevangenis 'De Nieuwe Wandeling' in Gent. Voor het krijgshof van Gent werd zijn straf op 21 februari 1946 in beroep herleid tot 1 jaar en levenslange ontzetting uit zijn burgerrechten. Op 28 februari 1946 werd zijn straf na een genadeverzoek kwijtgescholden wegens de eerder ondergane internering. (Genadedossier 52.034). Op 16 februari 1965 ten slotte werd hij in eer hersteld door het hof van beroep in Gent.
Zijn uitvaartplechtigheid vond plaats in de Sint-Hilariuskerk in Wevelgem.